# Westwood, Massachusetts
Westwood är en ort i Norfolk County i delstaten Massachusetts, USA.